# Donax punctatostriatus
La almeja (Donax punctatostriatus), es un molusco bivalvo de la familia Donacidae1. Probablemente uno de los más abundantes en la provincia Panámica2.

## Clasificación y descripción
Concha pequeña y ovalada, con el extremo anterior redondeado y el extremo posterior trucado. La forma es fácil de reconocer, a pesar de sus variaciones de color y forma, por los orificios en los espacios intermedios entre las costillas, siendo más grandes en el extremo anterior. Ligamento pequeño. La mayoría de los ejemplares de esta especie son de color marrón brillante, manchado ligeramente de color violeta. El interior de la concha también puede ser de color violeta. Alcanza los 45 mm de largo2,3. Ejemplares de Donax punctatostriatus han sido localizados en restos arqueológicos, como en el monolito de Tlaltecuhtli, del Templo Mayor en la Ciudad de México3.

## Distribución
La especie se distribuye desde la Laguna de San Ignacio, en Baja California, a través de todo el Golfo de California hasta el sur de Negritos, Perú2.

## Ambiente
Vive en la zona intermareal con fondos de arenosos3.

## Estado de Conservación
Hasta el momento en México no se encuentra en ninguna categoría de protección, ni en la Lista Roja de la IUCN (International Union for Conservation of Nature) ni en CITES (Convención sobre el Comercio Internacional de Especies Amenazadas de Fauna y Flora Silvestres).